# 朱本洽
朱本洽（？—？），字叔熙，號咏白（詠白），直隶松江府上海縣人。晚明政治人物。

## 生平
万历二十五年（1597年）丁酉科应天乡试举人，四十一年（1613年）癸丑科進士，通政司觀政，四十三年授刑部主事，四十七年晋廣西司员外郎、郎中，萬曆四十七年五月出知真定府，天啓元年（1621年）升山东按察司副使，备兵永平，二年养病，三年京察免职。
墓在三保十五圖。

## 家族
曾祖朱憲，貢士，文林郎南京天策卫经历。祖父朱良諷，敕封检讨。父朱大英，太学生。
伯父朱大韶，官国子司业，家多古玩，有玉杯，价不貲，卒无子，以弟大英子为嗣，妇家平湖陆氏也，利其财，诬構大英于狱，祸且叵测，大英出玉杯为请，訟稍解，竟擬戍，后大英子本洽成进士，官刑部郎，上疏白冤，得赠官如例。适陆氏子为少年所诱，被系松郡狱，其叔詹事府主簿过郡通姻好，因归杯，并以千金进，本洽哭奠家庙，掷破其杯，以其金置田赡学宫，时论多之。